# Katrineholms hembygdsförening

Hembygdsföreningen använder Stora Malms kommunvapen som sin logga

Katrineholms hembygdsförening (officiellt Katrineholm-Stora Malms Hembygdsförening) är en hembygdsförening för Katrineholm och Stora Malms socken i Katrineholms kommun. Föreningen bildades 1934 och har sin adress på Malmgatan 25 i Katrineholm. Föreningens hembygdsgård ligger strax norr om Stora Djulö gård. Katrineholm-Stora Malms hembygdsförening är ansluten till Sveriges Hembygdsförbund och Södermanlands hembygdsförbund. 

## Verksamhet
Katrineholm-Stora Malms Hembygdsförenings verksamhetsområde utgörs av förutvarande Stora Malms socken inklusive Katrineholms tidigare stadsområde. Syftet med föreningen är bland annat att främja kunskapen om och känslan för hembygden, att aktivt medverka till vård och bevarande av hembygdens natur, kultur, landskapsmiljö och fornminnen samt att  vårda föreningens hembygdsgård vid Stora Djulö. Föreningen utger även en årsskrift samt anordnar studiecirklar, kurser och utflykter.

## Hembygdsgården
Föreningens hembygdsgård ligger vid Laxmans väg, norr om allén som leder ner till Stora Djulö herrgård. Området disponeras sedan 1938  På området finns totalt nio historiska byggnader med olika funktioner, bland annat en vagnsbod från 1700-talet med garveri och krukmakeri, den så kallade Wermbolstugan som är möteslokal och ett sommarvandrarhem. Hjärtat i anläggningen är Djulös före detta stall, som troligen uppfördes 1779. Huset är rödfärgat med valmat säteritak och en pelararkad i ockragult och grått. Byggnaden inrymmer numera föreningens Stallmuseum. Som ett blickfång mot gatan fungerar ett gammalt lokomobil. Här finns även etapp nummer 27 på Sörmlandsleden. Åren 2008-2011 uppfördes en ny museibyggnad med utställningshall strax intill infarten mot teaterplatsen.

## Bilder

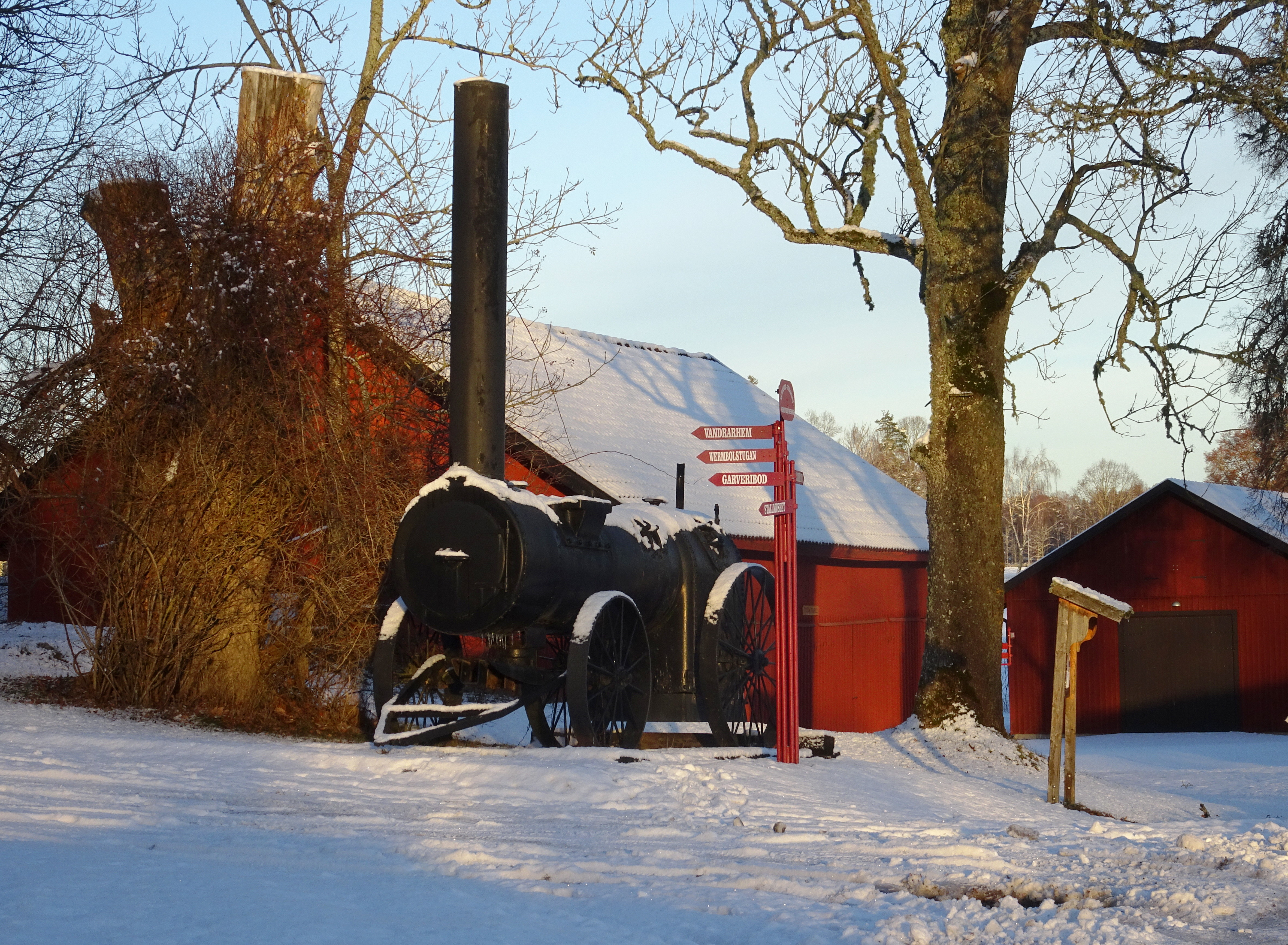
Lokomobil vid entrén
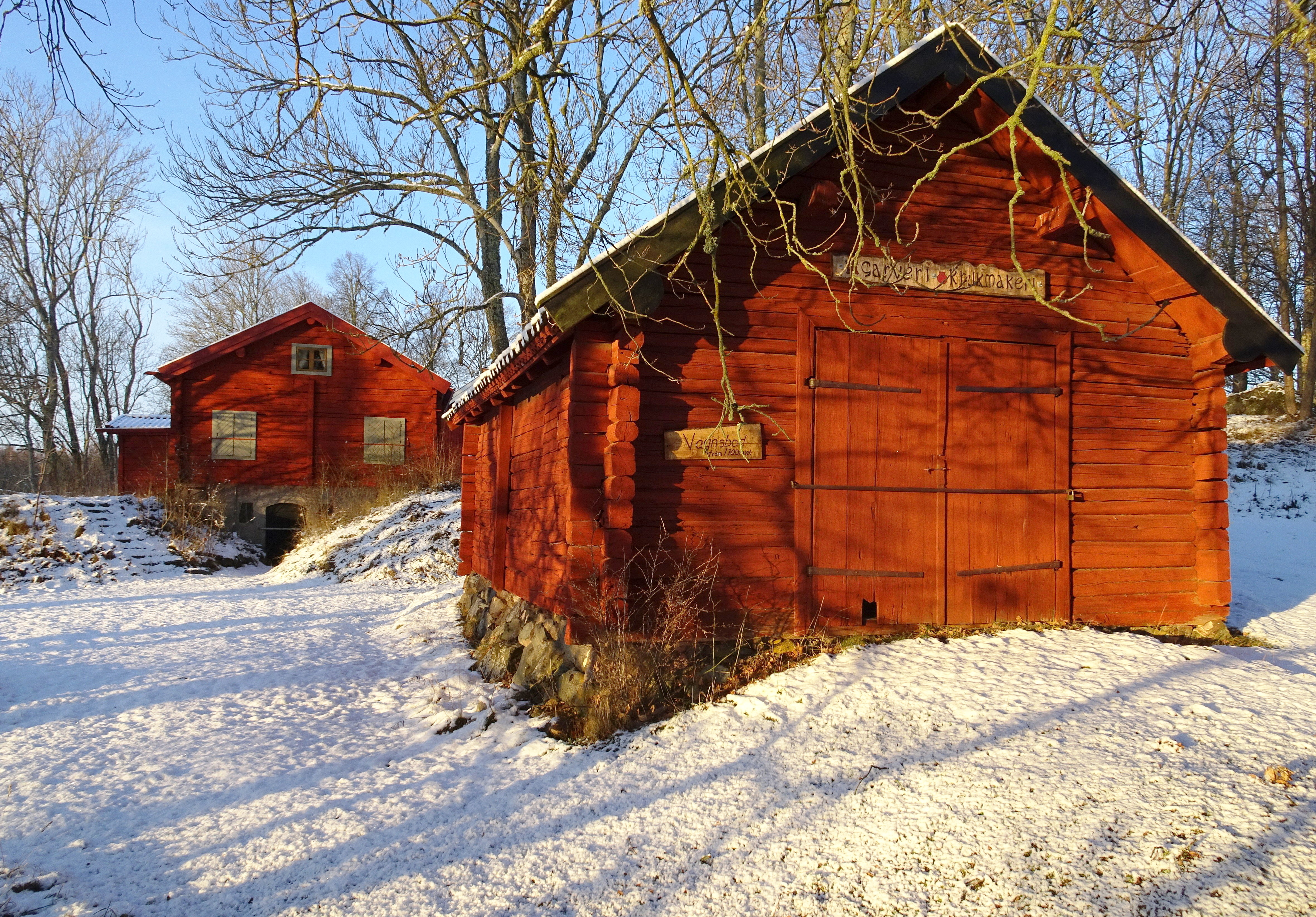
Vagnsbod med garveri, krukmakeri
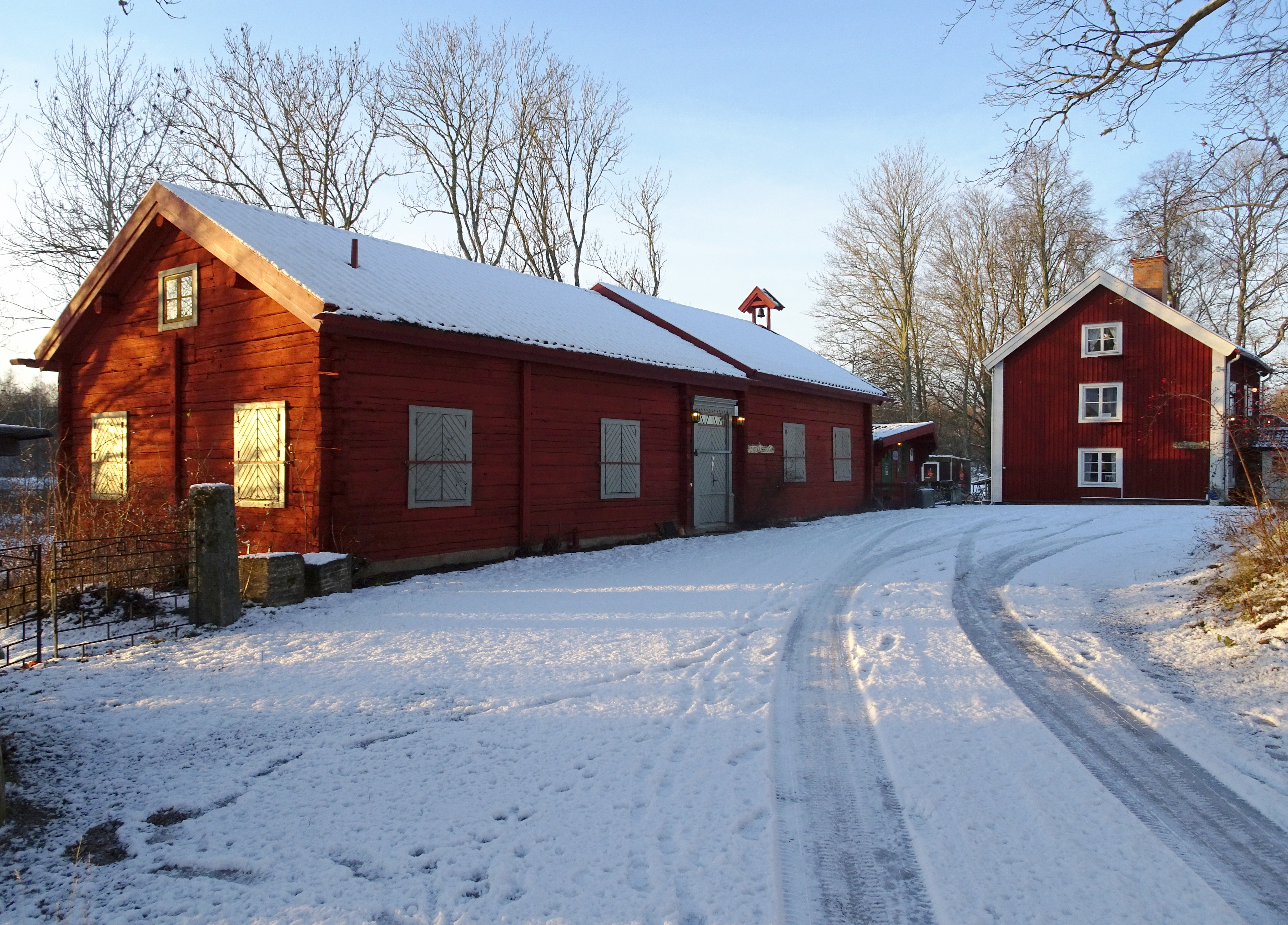
Wermbolstugan och vandrarhemmet
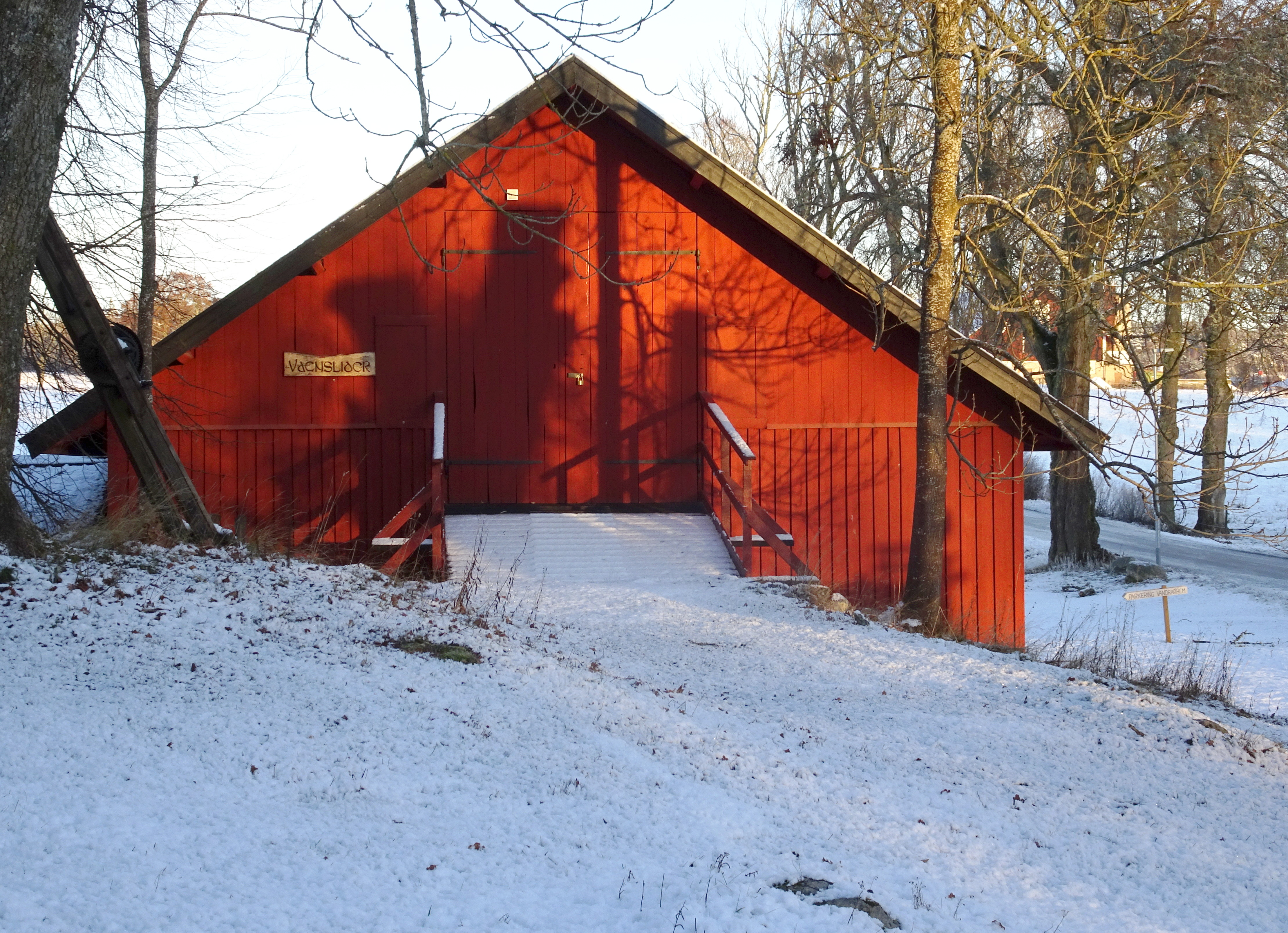
Vagnslider